# Alla Jakovleva
Alla Aleksandrowna Jakovleva, née le 12 juillet 1963 à Porkhov en Russie est une ancienne coureuse cycliste soviétique.

## Palmarès
- 1986
  - 3e du championnat du monde de cyclisme sur route
- 1987
  - Championne du monde du contre-la-montre par équipes avec Nadesa Kibardina, Tamara Poliakova et Lubova Pogovitchaikova
  - 14e étape du Tour de France féminin
- 1988
  - 2e du championnat du monde du contre-la-montre par équipes avec Nadesa Kibardina, Svetlana Rojkova et Laima Zilporite